# Nesvačily (Pošná)
Nesvačily (německy Neslatschil) je malá vesnice, část obce Pošná v okrese Pelhřimov. Nachází se asi 2,5 km na jih od Pošné. V roce 2009 zde bylo evidováno 14 adres. V roce 2001 zde trvale žilo 9 obyvatel.
Nesvačily leží v katastrálním území Proseč u Pošné o výměře 4,82 km2.